# In the… All Together
In the… All Together (с англ. — «В этом… Все вместе») — двенадцатый студийный альбом британской фолк-метал-группы Skyclad.

## Отзывы
| Оценки критиков | Оценки критиков |
| Источник        | Оценка          |
| --------------- | --------------- |
| RockHard        | [ 3 ]           |

Агрегатор Ронни Биттнер из RockHard написал: «Группа всё ещё способна делать сильный материал в традициях старых дисков», а также выразил сожаление что «диск был почти нигде не доступен из-за продаж группы».

## Список композиций
Адаптировано под Genius.
| №   | Название                | Длительность |
| --- | ----------------------- | ------------ |
| 1.  | «Words Upon the Street» | 4:39         |
| 2.  | «Still Small Beer»      | 3:13         |
| 3.  | «A Well-Travelled Man»  | 4:40         |
| 4.  | «Black Summer Rain»     | 3:52         |
| 5.  | «Babakoto»              | 3:46         |
| 6.  | «Hit List»              | 4:43         |
| 7.  | «Superculture»          | 3:23         |
| 8.  | «Which Is Why»          | 4:01         |
| 9.  | «Modern Minds»          | 3:32         |
| 10. | «In the… All Together»  | 3:43         |

## Участники записи

### Участники группы
- Грайиме Инглиш — бас, вокал
- Стив Рамси — гитара, вокал
- Георджина Биддл — скрипка, клавишные, вокал
- Kevin Ridley — вокал, гитара
- Arron Walton — ударные, перкуссия, вокал

### Прочие
- Даридо Молло — продюсер, запись, миксинг
- Ренато Фаццини — обложка